# Alain Gautier
Alain Gautier (Lorient, 1962. május 8. –)  francia tengerész, szólóvitorlázó. A Vendée Globe nonstop földkörüli szóló vitorlásverseny 1992–1993-as futamának győztese.

## Díjai, helyezései
- 1983: a La Baule–Dakar győztese
- 1987: a Solitaire du Figaro 6. helyezettje, az utolsó etap nyertese[4]
- 1989: a Solitaire du Figaro győztese
- 1991: a La Baule–Dakar győztese (egytestű hajóval)
- 1992: a Vendée Globe győztese 110 nap 17 óra 20 perc 8 másodperces idővel
- 1994: a Route du Rhum 2. helyezettje[5]
- 1996: a Transat AG2R győztese Jimmy Pahunnal
- 1998: a Route du Rhum 2. helyezettje
- 1999–2001: a Foncia nevű trimarannal több versenyt nyert
- 2003: a Solitaire du Figaro[6] 2. helyezettje, a Transat Jacques-Vabre 9. helyezettje
- 2006: a Route du Rhum 7. helyezettje

2004-ben elhagyja a Foncia csapatot, és Armel Le Cléac’h marad a csapat igazgatója. 
2007-ben egy nagy teljesítményű katamaránnal hajózott, amelynek neve Décision 35.
2008-ban újfent csatlakozott az Alinghi csapatához, hogy felkészüljenek az Amerika-kupára.